# 第6回日米大学野球選手権大会日本代表
第6回日米大学野球選手権大会日本代表（だい6かいにちべいだいがくやきゅうせんしゅけんたいかいにっぽんだいひょう）は、1977年7月2日から10日にかけて開催された日米大学野球選手権大会第6回大会に出場されるために編成された日本選手団である。
この大会の第6戦はアメリカ開催試合としては初めてNHKテレビで衛星中継された。

## 日本チーム
所属や学年は選出当時
| 位置   | 氏名       | 所属             | 学年 |
| ------ | ---------- | ---------------- | ---- |
| 総監督 | 石井連藏   | 早稲田大学元監督 |      |
| 監督   | 太田誠     | 駒澤大学監督     |      |
| コーチ | 五明公男   | 法政大学監督     |      |
| 投手   | 江川卓     | 法政大学         | 4年  |
| 投手   | 松沼雅之   | 東洋大学         | 3年  |
| 投手   | 山村力人   | 東洋大学         | 2年  |
| 投手   | 林良孝     | 東海大学         | 4年  |
| 投手   | 鹿取義隆   | 明治大学         | 3年  |
| 投手   | 尾藤福繁   | 駒澤大学         | 4年  |
| 捕手   | 堀場秀孝   | 慶應義塾大学     | 3年  |
| 捕手   | 中尾孝義   | 専修大学         | 3年  |
| 捕手   | 松川正樹   | 愛知工業大学     | 4年  |
| 内野手 | 金光興二   | 法政大学         | 4年  |
| 内野手 | 石毛宏典   | 駒澤大学         | 3年  |
| 内野手 | 原辰徳     | 東海大学         | 1年  |
| 内野手 | 古屋英夫   | 亜細亜大学       | 4年  |
| 内野手 | 中屋恵久男 | 早稲田大学       | 3年  |
| 内野手 | 山本文博   | 駒澤大学         | 4年  |
| 内野手 | 渡部一治   | 駒澤大学         | 4年  |
| 外野手 | 植松精一   | 法政大学         | 4年  |
| 外野手 | 石井昭男   | 東海大学         | 4年  |
| 外野手 | 豊田誠佑   | 明治大学         | 3年  |

## 対戦成績
- 第1戦（7月2日、カリフォルニア州・デドースタジアム）　アメリカ 4-3 日本
- 第2戦（7月3日、デドースタジアム）　アメリカ 5-3 日本　（延長14回）
- 第3戦（7月5日、ネブラスカ州・ローゼンブラットスタジアム）　日本 4-3 アメリカ
- 第4戦（7月6日、ローゼンブラットスタジアム）　日本 4-0 アメリカ
- 第5戦（7月7日、ローゼンブラットスタジアム）　アメリカ 2-1 日本
- 第6戦（7月9日、カリフォルニア州・ドジャースタジアム）　アメリカ 6-3 日本
- 第7戦（7月10日、デドースタジアム）　アメリカ 7-5 日本
通算成績5勝2敗でアメリカの優勝（5連覇）。